# 1989년 1월
| 1989년: 1월 · 2월 · 3월 · 4월 · 5월 · 6월 · 7월 · 8월 · 9월 · 10월 · 11월 · 12월 |

| <            | 1989년 1월 | 1989년 1월 | 1989년 1월 | 1989년 1월 | 1989년 1월 | >          |
| 일           | 월         | 화         | 수         | 목         | 금         | 토         |
| 1 11.24 신유 | 2 25 임술  | 3 26 계해  | 4 27 갑자  | 5 28 을축  | 6 29 병인  | 7 30 정묘  |
| 8 12.1 무진  | 9 2 기사   | 10 3 경오  | 11 4 신미  | 12 5 임신  | 13 6 계유  | 14 7 갑술  |
| 15 8 을해    | 16 9 병자  | 17 10 정축 | 18 11 무인 | 19 12 기묘 | 20 13 경진 | 21 14 신사 |
| 22 15 임오   | 23 16 계미 | 24 17 갑신 | 25 18 을유 | 26 19 병술 | 27 20 정해 | 28 21 무자 |
| 29 22 기축   | 30 23 경인 | 31 24 신묘 |            |            |            |            |

| - 1월 7일 - 히로히토 편집하기 |

## 1989년1월 20일
- 대한민국의 종합미디어그룹인 아남미디어그룹을 설립하였다.
- 대한민국의 종합미디어그룹인 현대미디어그룹을 설립하였다.
- 대한민국의 종합미디어그룹인 한양미디어그룹을 설립하였다.

## 1989년1월 8일
- 일본의 새 연호를 헤이세이로 결정하였다.

## 1989년1월 7일
- 일본 천황 히로히토가 사망하고 새 천황에 아키히토가 즉위하였다.

## 1989년1월 1일
- 대전직할시가 설치되었다.